# Jeff McKercher
Jeff McKercher (Kanada, Ontario, Cornwall, 1979. január 14. –) jégkorongozó.

## Karrier
Komolyabb junior karrierjét az OHL-es Barrie Coltsban kezdte 1996–1997-ben és a következő idényt is itt játszotta. Az 1997-es NHL-drafton a Dallas Stars választotta ki a hetedik kör 189. helyén. A Nationak Hockey League-ben sosem játszott. 1998–1999-ben az OHL-ben a Sault Ste. Marie Greyhounds és a Peterborough Petesben játszott. Ezután az UHL-be került a Fort Wayne Kometsbe. 2000-ben a St. Mary's University-n kezdett el játszani majd a szezon közben előbb az ECHL-es Mississippi Sea Wolvesba és a szintén ECHL-es Augusta Lynxbe került. 2001–2004 között a St. Mary's University csapatában játszott és a 2004-es szezon végén visszavonult. 2009 óta játékosmegfigyelő. Egy szezont az OHL-es Peterborough Petesbél volt és 2011 óta a szintén OHL-es Kingston Frontenacsnél.